# バロー (チェーンストア)
株式会社バロー（Valor Co.,Ltd.）は、東海地方を拠点にスーパーマーケットを店舗展開する株式会社。本項では、持株会社化以前の株式会社バロー（現商号・株式会社バローホールディングス）と、持株会社化に際し新設された事業会社である株式会社バローの双方について記す。
伊藤喜美が岐阜県恵那市で主婦の店として創業。
現在の社名の由来は「勇気ある者」を意味する英語の古語から名付けられた（wikt:en:valor参照）。

## 歴史・概要

### 丸イ伊藤商店から主婦の店恵那店へ
伊藤喜美が1946年（昭和21年）に岐阜県恵那市の丸イ伊藤商店を継父から承して衣料品店に事業を絞り込み、1949年（昭和24年）11月21日に株式会社丸イ伊藤商店を設立した。
その後、主婦の店スーパーマーケット全国チェーンの提唱するスーパーマーケットの理念に共鳴し、伊藤喜美が理事長を務めていた「恵那専門店会」でスーパーを作ろうとして出資を募ったものの集まらなかったことから伊藤が約98%を出資する形で、1958年（昭和33年）7月29日に株式会社主婦の店（しゅふのみせ）を資本金450万円で岐阜県恵那市大井町251-1に設立し、結果としてに株式会社丸イ伊藤商店の新事業となった。
そして、駅前のパチンコ店を改造し同年9月12日にてスーパーマーケットの主婦の店恵那店を開店したのが始まりである。
この店舗は、長野県からも集客し、駅前商店街全体に好影響を与えるようになった。
1963年（昭和38年）8月9日に（初代）明智店を開店し、チェーン展開を開始した。

### バローの屋号の誕生と合併・提携
初めてバローの屋号を用いた新恵那店を1968年（昭和43年）4月25日に開店し、当社でも衣料品販売事業を開始した。
1969年（昭和44年）3月に中部興産株式会社を設立して不動産事業を開始し、同年5月1日には資本金3000万円で株式会社主婦の店バローを設立して株式会社主婦の店八幡店と新設合併した。
1970年（昭和45年） 6月にユニー・FCユニー・ライコー・丸正と共同で「株式会社中部スーパーマーケットチェーン」を設立し、商品の共同仕入・共同開発や店舗の共同開発などに取り組むこととなった。
（初代）恵那店を移転する形で、駅前商店街の数百メートル南東の岐阜県恵那市大井町字佐渡180-1に1974年（昭和49年）4月26日に恵那ショッピングプラザ・バローとしてショッピングセンターを開業した。
同年11月に岐阜県恵那市大井町270-1に本店を移転して、同月に店名をバローに変更した。
1975年（昭和50年）にプライベートブランドの開発・販売を開始し、1977年（昭和52年）10月には岐阜県多治見市東町1-9-3に本部を移転した。
1979年（昭和54年）6月に中部総合印刷株式会社を設立して印刷事業を開始し、同年8月にヤマナカと株式を持ち合う形で資本業務提携した。

### 県外進出と多角化
1981年（昭和56年）6月26日に愛知県一宮市に佐千原店を開店して愛知県に進出した。
1982年（昭和57年）に恵那市に東濃スポーツクラブを開設してスポーツクラブ事業に参入し、1983年（昭和58年）3月10日に株式会社ホームセンタージャックアンドベティが広見店を開店してホームセンター事業に参入した。
1984年（昭和59年）2月には中部薬品株式会社設立して薬品販売事業を開始、同年11月に東濃スポーツクラブから営業を譲受してスポーツクラブ事業と外食事業を直営化し、1985年（昭和60年）5月に中部フーズ株式会社を設立して蒟蒻及び麺類の製造及び販売を開始、1989年（平成元年）8月に中部総合印刷株式会社を設立して印刷事業を開始、同年9月に中部流通株式会社において包装資材の販売等を開始、1990年（平成2年）8月に株式会社ホームセンタージャックアンドベティから営業を譲受してホームセンター事業を開始した。
1990年（平成2年）8月にペットフォレスト株式会社から営業を譲受し、同年11月にペット関連専門店のペットフォレスト1号店として鷺沼店を開店した。

### 上場し、田代正美社長へ継承
1993年（平成5年）10月13日に名古屋証券取引所2部に上場、同年10月に員弁店を開設し、三重県に進出した。
1994年（平成6年）4月に可児市にディスカウントストアスーパーマーケット業態1号店としてターゲットV今渡店を開店し、同年6月に伊藤喜美の娘婿である田代正美が2代目代表取締役社長に就任した。
1995年（平成7年）10月1日にホームセンターの株式会社富士屋と合併し、1996年（平成8年）6月10日に岐阜県多治見市大針町661-1に本部および物流センターを移転した。
1997年（平成9年）5月に英国のスーパーマーケット・ウエイトローズと同社のプライベートブランドの地域独占販売契約を締結した。
1998年（平成10年）2月1日に多治見市明和町の旧バロー物流センターを改装して中部フーズ株式会社明和工場として米飯センターを開設、同年7月に株式会社主婦の店商事中部本社を子会社化し、同年8月3日に岐阜県多治見市に第2物流センターを開設して商品の調達・配送能力の拡大を進めた。
また、同年4月1日に完全子会社として株式会社アクトスを設立してスポーツクラブ事業を分離し、1999年（平成11年）3月にメンテックス株式会社を設立した。

### 北陸・関西へ進出し、日本のウォルマートへ
1999年（平成11年）5月27日に富山市本郷町55-1に本郷店を開店して同店2階に北陸本部を開設、同年6月に岐阜県多治見市に第3物流センターを開設した。
2000年（平成12年）2月に子会社として株式会社ネット・スーパーマーケットを設立して、同年4月に株式会社ネット・スーパーマーケットが近畿地区で事業を開始した。
2001年（平成13年）7月23日に富山県西砺波郡福光町に北陸物流センターを開設して、同年2月にマイカルグループを離脱した株式会社岐東ファミリーデパートを子会社化し、2002年（平成14年）7月18日に「バロー一宮西ショッピングセンター」を開店して100店舗を達成。
2003年（平成15年）12月17日に中部フーズ株式会社の本社工場を移転し、同年12月に東京証券取引所2部上場した。
日本のスーパーマーケットの中でも販売管理費比率が低く、低コストで運営するチェーンストアであり、『週刊東洋経済』2003年8月23日号では「日本のウォルマート」と評された。

### 新システムの導入や提携の強化
2004年（平成16年）2月26日に中部地方初のオール電化スーパーマーケットとなる港栄店を開店し、同年10月にPOSデータをもとにメーカーと協働して共に分析・検証を行うVリンクを稼働させ、2005年（平成17年）9月6日に大口店でセルフレジを導入を実験的に行うなど新たなシステムの導入を進めた。
その他にも、2004年（平成16年）4月には岐阜県大垣市に大垣物流センターを開設して、同年7月1日には恵那酒類販売株式会社を吸収合併し、2005年（平成17年）1月27日に岐阜県多治見市希望ヶ丘4-75-3に株式会社アクトス研修センターと物流センターを開設するなど後方業務などの改善を進めた。
2005年（平成17年）2月にディスカウント型食品スーパー株式会社タチヤを子会社化し、同年10月に株式会社ペットフォレストアカデミーを設立し、同年4月に株式会社ユースを子会社化、2006年（平成18年）4月26日に株式会社オカノを子会社化して静岡県に初進出した。
また、2005年（平成17年）3月10日に子会社の中部薬品株式会社が株式会社マツモトキヨシと業務提携し、同年9月にはアルビスを脱退した富山県入善町の食品スーパーのオーイングとフランチャイズ契約を締結して「バロー入善店」に変更、2006年（平成18年）8月に富山県のドラッグストア・株式会社グリーンジェイマートと業務提携した。
2007年（平成19年）1月10日に株式会社サンフレンドを子会社化し、同年9月3日に山成商事株式会社を関連会社化した。
この間の2005年（平成17年）3月1日に東京証券取引所、名古屋証券取引所各1部へ市場変更をしている。

### 関連事業の見直し
2006年（平成18年）6月1日に従来は3種類あったホームセンターの店名を「ホームセンターバロー」に統一、2008年（平成20年）9月3日に完全子会社として株式会社北欧倶楽部を設立し、ベーカリー事業を分離した。
一方で、2004年（平成16年）7月に書籍販売等を行う「株式会社いまじん」と資本業務提携して持分法適用関連会社化したものの、2007年（平成19年）11月26日に同社のの株式35.42%全てを日本出版販売株式会社に譲渡してグループから離脱させた。
また、2006年（平成18年）5月に食材宅配のショクブンと業務提携したものの、2010年（平成22年）5月には同社との業務提携を解消している。

### プライベートブランドの再編・拡販
2008年（平成20年）4月に価格訴求型の「Vセレクト」、品質訴求型の「Vクオリティ」、有機認定の「Vオーガニック」という3つにプライベートブランドの見直しを行って販売を開始し、同年6月30日にプライベートブランドの開発・販売強化を目的とする「Vソリューション」を設立した。
そして、同年9月29日に阪食と共同開発した価格訴求型の新プライベートブランド「ハートフルデイズ」を阪食の全店舗へ導入し、2010年（平成22年）7月29日にプライベートブランド子会社「Vソリューション」がマツモトキヨシとPB商品供給契約で合意するなどグループ外へのPBの拡販を進めた。
また、2014年（平成26年）6月にはプライベートブランド「Vプレミアム」を発売している。

### EDLP型店舗の展開と進出地域の拡大
2009年（平成21年）4月23日に愛知県北名古屋市に当社初のエブリデーロープライス型スーパーとして師勝店を開店して新業態の展開を開始した。
また、同年7月30日に松本市にスーパスポーツゼビオ松本芳川店のテナントとして南松本店を開店して長野県に進出して、2010年（平成22年）3月に株式会社ビックポンドストアーを完全子会社化して静岡県での店舗網を強化し、同年9月に愛知県一宮市に一宮物流センターを開設した。
2011年（平成23年）7月に株式会社ファミリースーパーマルキを子会社化し、同年11月に愛知県豊田市に豊田物流センターを開設した。
2012年（平成24年）2月に富山県に精肉プロセスセンターを開設し、同年11月に可児市にドライ物流センターを開設すると共にユースがユース福井チルドセンターを開設した。
2013年（平成25年）2月に中部ミート株式会社を設立して、同年7月に静岡県島田市に静岡総合センターを開設し、同年8月に可児市に可児物流センターを開設、同年9月には可児市に可児青果センターと大垣市に大垣畜産プロセスセンターを開設した。
また、その間の2012年（平成24年）1月17日に子会社の中部薬品株式会社が中国事業に関して中華人民共和国の成都百信グループと業務・資本提携すると共に総合商社双日と戦略的包括業務提携に合意して、同年5月に大韓民国に初出店し、2013年（平成25年）4月に上海巴栄有限公司を設立するなど海外への展開も進めた。

### 生産部門の再編・強化
2014年（平成26年）2月19日に100%出資の農業法人「バローファーム海津」を設立して岐阜県海津市でフルーツトマトの生産を開始し、同年3月に「株式会社飛騨小坂ぶなしめじ」を子会社化、同年7月1日に中部電力の100％子会社でエリンギ生産販売の東邦産業（三重県尾鷲市）を買収して子会社化するなど農業生産部門の整備を進めた。
そして、2014年（平成26年）7月1日に中部フーズ株式会社と株式会社北欧俱楽部を合併させ、同年10月に静岡県島田市に加工センターを開設し、2015年（平成27年）8月には可児市に可児プロセスセンターを開設するなど加工部門の再編強化も図った。
さらに2015年（平成27年）4月1日には越後製菓と合弁会社「High-Pressure Support」を設立し、高圧技術を活用した新たな商品の開発・製造にも進出した。

### 持ち株会社の発足と買収・提携による事業の拡充
2015年（平成27年）10月1日に持株会社体制に移行して株式会社バローホールディングスに商号を変更し。吸収分割により、スーパーマーケット事業を（新）株式会社バローに、ホームセンター事業及びペットショップ事業を株式会社ホームセンターバローに、それぞれ継承した。
そして、2016年（平成28年）3月1日に本部機能の一部を名古屋市中村区名駅南1-16-21の名古屋三井物産ビル3階に移転。
2017年（平成29年）2月8日にホームセンターバローで導入したのを皮切りに当グループ独自の電子マネー「Lu Vitカード」を導入を進め、同年11月に愛知県一宮市に中部薬品木曽川物流センターを開設し、2020年（令和2年）10月30日には岡崎店での販売を皮切りに新プライベートブランドの「valor select」と「valor plus」の販売を開始した。
この間に2015年（平成27年）4月17日にベンリーコーポレーションとのフランチャイズ契約を締結してバロー各務原中央店内に第1号店として「ベンリーバロー各務原中央店」を開店し、2017年（平成29年）3月にはKITTE名古屋に「デリカキッチン」1号店を開店して惣菜専門店のチェーン展開を開始し、2018年（平成30年）2月に「PROsite」1号店となる各務原インター店を開店して建築資材・工具専門店のチェーン展開を開始するなど新業態の展開を進めた。
2015年（平成27年）6月5日に兵庫県を地盤とする株式会社トーホーストア資本・業務提携した。
2015年（平成27年）11月26日に山梨県中巨摩郡昭和町に甲府昭和店を開店して山梨県に進出して2016年（平成28年）8月には山梨県のスーパー「公正屋」を子会社化し、同年10月7日に寝屋川店を開店して大阪府に進出した。
2018年（平成30年）12月25日にはアークスとリテールパートナーズの2社と資本業務提携した。
また、出店先の確保を目指して同年7月18日にバローホールディングスが70%・ザイマックスが30%を出資して不動産子会社「バローマックス」を設立し、同年11月10日に同社初の商業施設となる「ルビットタウン中津川」を開店させた。

## 沿革

### 株式会社丸イ伊藤商店の設立から新事業の主婦の店の展開
- 1949年（昭和24年）11月21日 - 伊藤喜美が株式会社丸イ伊藤商店を設立[3]。
- 1958年（昭和33年）
  - 7月29日[5] - 伊藤喜美が株式会社主婦の店（しゅふのみせ）を資本金450万円で岐阜県恵那市大井町251-1に設立[6]。
  - 9月12日[83] - 主婦の店恵那店を開店し、スーパーマーケット営業開始[2]。
- 1963年（昭和38年）8月9日 - （初代）明智店を開店し[9]、チェーン展開を開始[2]。
- 1968年（昭和43年）4月25日[10] - 初めてバローの屋号を用いた新恵那店を開店し[8]、衣料品販売事業を開始[6]。
- 1969年（昭和44年）
  - 3月 - 中部興産株式会社を設立し、不動産事業を開始[6]。

### 株式会社バロー（初代、現・バローホールディングス）
- 1969年（昭和44年）
  - 5月1日[11] - 資本金3000万円で株式会社主婦の店バローを設立し、株式会社主婦の店八幡店と新設合併[12]。
- 1970年（昭和45年） 6月 - ユニー・FCユニー・ライコー・丸正と共同で「株式会社中部スーパーマーケットチェーン」を設立[11]。
- 1974年（昭和49年）
  - 4月26日 - 恵那ショッピングプラザを開店[84]。
  - 11月 - 岐阜県恵那市大井町270-1に本店を移転[6]。
  - 11月 - 店名をバローに変更[15]。
- 1975年（昭和50年） - プライベートブランドの開発・販売を開始[7]。
- 1977年（昭和52年）
  - 9月 - 恵那フーズを設立[85]。
  - 10月 - 岐阜県多治見市東町1-9-3に本部を移転[6]。
- 1979年（昭和54年）
  - 6月 - 中部総合印刷株式会社を設立し、印刷事業を開始[6]。
  - 8月 - ヤマナカと株式を持ち合い、資本業務提携[16]。
- 1981年（昭和56年）
  - 6月26日[17] - 愛知県一宮市に佐千原店を開店し、愛知県に進出[18]。
  - 11月 - 株式会社ホームセンタージャックアンドベティを設立[20]。
- 1982年（昭和57年） - 恵那市に株式会社東濃スポーツクラブを開設し、スポーツクラブ事業に参入[19]。
- 1983年（昭和58年）3月10日 - 株式会社ホームセンタージャックアンドベティが広見店を開店し[20]、ホームセンター事業に参入[21]。
- 1984年（昭和59年）
  - 2月 - 中部薬品株式会社を設立し、薬品販売事業を開始[6]。
  - 4月 - 中部メンテナンスを設立[86]。
  - 11月 - 株式会社東濃スポーツクラブから営業を譲受し、スポーツクラブ事業と外食事業を直営化[6]。
- 1985年（昭和60年）5月 - 中部フーズ株式会社を設立し、蒟蒻及び麺類の製造及び販売を開始[6]。
- 1989年（平成元年）
  - 1月[6] - 多治見市明和町3-1-198に[87]物流センターを開設[6]。
  - 8月 - 中部総合印刷株式会社を設立し、印刷事業を開始[6]。
  - 9月 - 中部流通株式会社において包装資材の販売等を開始[6]。
- 1990年（平成2年）
  - 8月 - 株式会社ホームセンタージャックアンドベティから営業を譲受し、ホームセンター事業を直営化[6]。ペットフォレスト株式会社から営業を譲受し、ペット事業を開始[6]。
  - 10月1日 - 東濃スポーツクラブからアクトスにスポーツクラブの名称を変更[19]。
  - 11月 - ペット関連専門店のペットフォレスト1号店・鷺沼店を開店[22]。
- 1993年（平成5年）
  - 10月13日 - 名古屋証券取引所2部上場[6][2]。
  - 10月 - 員弁店を開設し、三重県に進出[2]。
- 1994年（平成6年）
  - 4月 - 可児市にディスカウントストアスーパーマーケット業態1号店としてターゲットV今渡店を開店[23]。
  - 6月 - 伊藤喜美の娘婿である田代正美が2代目代表取締役社長に就任[24]。
- 1995年（平成7年）10月1日 - ホームセンターの株式会社富士屋と合併[25]。
- 1996年（平成8年）6月10日 - 岐阜県多治見市大針町661-1に本部および物流センターを移転[26]。
- 1997年（平成9年）5月 - 英国のスーパーマーケット・ウエイトローズと同社のプライベートブランドの地域独占販売契約を締結[27]。
- 1998年（平成10年）
  - 2月1日[28] - 多治見市明和町の旧バロー物流センターを改装し、中部フーズ株式会社明和工場として米飯センターを開設[29]。
  - 4月1日 - 完全子会社として株式会社アクトスを設立し、スポーツクラブ事業を分離[31]。
  - 7月 - 株式会社主婦の店商事中部本社を子会社化[広報 3]。
  - 8月3日 -　岐阜県多治見市に第2物流センターを開設[30]。
- 1999年（平成11年）
  - 3月 - メンテックス株式会社を設立[広報 3]。
  - 5月27日 - 富山市本郷町55-1に本郷店を開店し、同店2階に北陸本部を開設[32]。
  - 6月 - 岐阜県多治見市に第3物流センターを開設[広報 3]。
- 2000年（平成12年）
  - 2月 - 子会社として株式会社ネット・スーパーマーケットを設立[33]。
  - 4月 - 株式会社ネット・スーパーマーケットが近畿地区で事業を開始[33]。
- 2001年（平成13年）
  - 7月23日 - 富山県西砺波郡福光町に北陸物流センターを開設[34]。
  - 12月 - マイカルグループを離脱した株式会社岐東ファミリーデパートを子会社化[広報 3]。
- 2002年（平成14年）7月18日 - 「バロー一宮西ショッピングセンター」を開店し、100店舗を達成[35]。
- 2003年（平成15年）
  - 12月17日 - 中部フーズ株式会社の本社工場を移転[36]。
  - 12月 - 東京証券取引所2部上場[広報 3]。
- 2004年（平成16年）
  - 2月26日 - 中部地方初のオール電化スーパーマーケットとなる港栄店を開店[37]。
  - 4月 - 岐阜県大垣市に大垣物流センターを開設[40]。
  - 7月1日 - 恵那酒類販売株式会社を吸収合併[41]。
  - 7月 - 書籍販売等を行う「株式会社いまじん」と資本業務提携し、持分法適用関連会社化[53]。
  - 10月 - POSデータをもとにメーカーと協働して共に分析・検証を行うVリンクを稼働[38]。
  - 10月 - 株式会社ペットフォレストアカデミーを設立[広報 4]。
- 2005年（平成17年）
  - 1月27日 - 岐阜県多治見市希望ヶ丘4-75-3に株式会社アクトス研修センターと物流センターを開設[42]。
  - 2月 - ディスカウント型食品スーパー株式会社タチヤを子会社化[43]。
  - 3月1日 - 東京証券取引所、名古屋証券取引所各1部上場[51]。
  - 3月10日 - 子会社の中部薬品株式会社が株式会社マツモトキヨシと業務提携[46]。
  - 4月 - 株式会社ユースを子会社化[44]。
  - 9月6日 - 大口店でセルフレジを導入[39]。
  - 9月 - アルビスを脱退した富山県入善町の食品スーパーのオーイングとフランチャイズ契約を締結し、「バロー入善店」に変更[47]。
- 2006年（平成18年）
  - 4月26日 - 株式会社オカノを子会社化し、静岡県に初進出[45]。
  - 5月 - 食材宅配のショクブンと業務提携[54]。
  - 5月 - 多治見市に女性専用フィットネスクラブ「フィットネスサロン LA LLA」を開設[広報 5]。
  - 6月1日 - ホームセンターの店名を「ホームセンターバロー」に統一[広報 5]。
  - 8月 - 富山県のドラッグストア・株式会社グリーンジェイマートと業務提携[48]。
- 2007年（平成19年）
  - 1月10日 - 株式会社サンフレンドを子会社化[49]。
  - 1月 - 兵庫県尼崎市にアスリート向けトレーニング施設「MPD」を開設[広報 5]。
  - 9月3日 - 山成商事株式会社を関連会社化[50]。
  - 11月26日 - 書籍販売等を行う持分法適用関連会社の「株式会社いまじん」の株式35.42%全てを日本出版販売株式会社に譲渡[53]。
- 2008年（平成20年）
  - 4月 - 価格訴求型の「Vセレクト」、品質訴求型の「Vクオリティ」、有機認定の「Vオーガニック」の3つのプライベートブランドの販売を開始[55]。
  - 5月27日 - 愛知県と「災害時における応急生活物資供給の協力に関する協定」を締結[88]。
  - 6月30日 - プライベートブランドの開発・販売強化を目的とする「Vソリューション」を設立[56]。
  - 9月3日 - 完全子会社として株式会社北欧倶楽部を設立し、ベーカリー事業を分離[52]。
  - 9月29日 - 阪食と共同開発した価格訴求型の新プライベートブランド「ハートフルデイズ」を阪食の全店舗へ導入[57]。
  - 9月 - 引佐店を開店し、静岡県に進出[89]。
- 2009年（平成21年）
  - 4月23日 - 愛知県北名古屋市に当社初のエブリデーロープライス型スーパーとして師勝店を開店[59]。
  - 7月30日 - 松本市にスーパスポーツゼビオ松本芳川店のテナントとして南松本店を開店し、長野県に進出[60]。
- 2010年（平成22年）
  - 3月 - 株式会社ビックポンドストアーを完全子会社化[61]。
  - 5月 - 食材宅配のショクブンと業務提携を解消[54]。
  - 7月29日 - プライベートブランド子会社「Vソリューション」がマツモトキヨシとPB商品供給契約で合意[58]。
  - 9月 - 愛知県一宮市に一宮物流センターを開設[広報 3]。
- 2011年（平成23年）
  - 4月1日 - 株式会社オカノを吸収合併[90]。
  - 7月 - 株式会社ファミリースーパーマルキを子会社化[62]。
  - 9月 - VARO CO.,LTD.を子会社化[広報 3]。
  - 11月 - 愛知県豊田市に豊田物流センターを開設[広報 3]。
- 2012年（平成24年）
  - 1月17日 - 子会社の中部薬品株式会社が中国事業に関して、中華人民共和国の成都百信グループと業務・資本提携すると共に、総合商社双日と戦略的包括業務提携に合意[64]。
  - 2月 - 富山県に精肉プロセスセンターを開設[63]。
  - 5月 - 大韓民国に初出店[広報 8]。
  - 11月 - 可児市にドライ物流センターを開設[広報 7]。
  - 11月 - ユースがユース福井チルドセンターを開設[広報 8]。
- 2013年（平成25年）
  - 2月 - 中部ミート株式会社を設立[広報 7]。
  - 4月 - 上海巴栄有限公司を設立[広報 7]。
  - 7月 - 静岡県島田市に静岡総合センターを開設[広報 7]。
  - 8月 - 可児市に可児物流センターを開設[広報 7]。
  - 9月 - 可児市に可児青果センターと大垣市に大垣畜産プロセスセンターを開設[広報 7]。
  - 10月1日 - 株式会社ユースを吸収合併[91]。
- 2014年（平成26年）
  - 2月19日 - 100%出資の農業法人「バローファーム海津」を設立し、岐阜県海津市でフルーツトマトの生産を開始[65]。
  - 3月 - 「株式会社飛騨小坂ぶなしめじ」を子会社化[広報 7]。
  - 6月 - プライベートブランド「Vプレミアム」を発売[広報 6]。
  - 7月1日 - 中部電力の100％子会社でエリンギ生産販売の東邦産業（三重県尾鷲市）を買収[66]。
  - 7月1日 - 中部フーズ株式会社と株式会社北欧俱楽部を合併[広報 9]。
  - 7月17日 - 愛知県一宮市に小商圏型食品スーパー「パーソナル・ネイバーフッドストア スマート&デリシャス」1号店として一宮浜町店を開店[92]。
  - 7月 - 下鳥羽店を開店し、京都市に進出[79]。
  - 10月 - 静岡県島田市に加工センターを開設[67]。
- 2015年（平成27年）
  - 4月1日 - 越後製菓と合弁会社「High-Pressure Support」を設立[68]。
  - 4月17日 - ベンリーコーポレーションとのフランチャイズ契約を締結し、バロー各務原中央店内に第1号店として「ベンリーバロー各務原中央店」を開店[73]。
  - 6月5日 - 兵庫県を地盤とする株式会社トーホーストア資本・業務提携[76]。
  - 8月 - 可児市に可児プロセスセンターを開設[広報 7]。
  - 10月1日 - 持株会社体制に移行し、株式会社バローホールディングスに商号を変更[69]。吸収分割により、スーパーマーケット事業を（新）株式会社バローに、ホームセンター事業及びペットショップ事業を株式会社ホームセンターバローに、それぞれ継承[広報 10]。
- 2016年（平成28年）
  - 1月1日 - 完全子会社のビックポンドストアーとVマートをバローホールディングスに吸収合併[69]。
  - 3月1日 - 本部機能の一部を名古屋市中村区名駅南1-16-21の名古屋三井物産ビル3階に移転[70]。
  - 8月 - 山梨県のスーパー「公正屋」を子会社化[79]。
- 2017年（平成29年）
  - 2月8日 - ホームセンターバローで当グループ独自の電子マネー「Lu Vitカード」を導入[71]。
  - 3月 - KITTE名古屋に惣菜専門店「デリカキッチン」1号店を開店[74]。
  - 4月5日 - 水産加工業の本田水産を完全子会社化[93]。
  - 7月18日 - バローホールディングスが70%、ザイマックスが30%を出資して不動産子会社「バローマックス」を設立[81]。
  - 11月10日 - バローマックス初の商業施設となる「ルビットタウン中津川」を開店[82]。
  - 11月 - 愛知県一宮市に中部薬品木曽川物流センターを開設[広報 11]。
- 2018年（平成30年）
  - 2月 - 建築資材・工具専門店「PROsite（プロサイト）」1号店となる各務原インター店を開店[75]。
  - 12月25日 - アークスとリテールパートナーズの2社と資本業務提携[80]。
- 2019年（令和元年）
  - 4月2日 - 人材開発センター 「嫩葉舎（どんようしゃ）」が稼働[94]
- 2020年（令和2年）
  - 10月30日 - 岡崎店で新プライベートブランドの「valor select」と「valor plus」の販売を開始[72]。
- 2021年（令和3年）
  - 10月 - 八百鮮とヤマタを子会社化[広報 7]。
- 2024年（令和6年）
  - 4月2日 - 中部興産が鷺富運送を完全子会社化[95]。

### 株式会社バロー（2代）
- 2015年（平成27年）
  - 4月1日 - 株式会社バロー（初代）100%出資により、株式会社スーパーマーケットバロー分割準備会社設立[広報 1]。
  - 10月 - 株式会社バロー（初代）よりスーパーマーケット事業を継承し、株式会社バロー（2代）に商号変更[広報 10]。
  - 11月26日 - 山梨県中巨摩郡昭和町に甲府昭和店を開店し、山梨県に進出[78]。
- 2016年（平成28年）
  - 10月7日 - 寝屋川店を開店し、大阪府に進出[79]。
- 2024年（令和6年）
  - 9月 - 奈良県奈良市に登美ヶ丘店を開店し奈良県に初進出。
- 2025年
  - 不明 - 尼崎店を開店し、兵庫県に進出予定[94]。

## 店舗
東海地方を中心に12府県に店舗を展開している。2023年4月の店舗数は241店舗。
現在の店舗は、公式サイトの店舗・チラシ情報を参照。
岐阜県（70店）・愛知県（60店）・静岡県（23店）・三重県（7店）・滋賀県（15店）・福井県（22店）・石川県（14店）・富山県（13店）・山梨県（2店）・長野県（9店）・京都府（3店）・大阪府（3店）（2023年4月現在）
2000年代に入り、近隣店舗に対抗するような参入展開で急速に店舗数を伸ばしている。
2013年、当時株式会社バローの完全子会社となっていた株式会社ユースの吸収合併と同時に同社の30店舗（旧称:ユース、セリオガーデン。滋賀県2店・福井県25店・石川県3店）をバローへ転換した。
かつては新潟県において3店舗（全て上越市内）を展開していたが、何れも2020年4月をもって撤退した。

### 店舗ブランド
- Vタウン - 食品スーパーにホームセンターや衣料品のあかのれんなどを加えたショッピングセンター[98]。
- ルビットタウン - バローマックスのショッピングセンター[82]。
- ルビットパーク - バローマックスの近隣型ショッピングセンター[99]。
- 北欧倶楽部 - ベーカリー[52]。
- ペットフォレスト - ペット専門店[100]。

#### かつて存在した店舗ブランド
- 主婦の店 - スーパーマーケット[2]。
- 主婦の店バロー - スーパーマーケット[102]。
- ターゲットV - ディスカウントストアスーパーマーケット業態[23]。
- ターゲット - ディスカウントストアスーパーマーケット業態[103]。

- 主婦の店ニューバロー - 衣料品専門店[102]。
- フォンテ - 衣料品店[100]。
- ホームセンタージャックアンドベティ - ホームセンター[21]。
- サンドラッグ - 単独出店型のドラッグストア[104]。
- チャオ - おもちゃ店[100]。
- ウエストウッド - ファミリーレストラン[105]。

## かつて存在した店舗

### 岐阜県

#### 恵那市
- （初代）恵那店（恵那市大井町251-1[102]、1958年（昭和33年）9月12日開店[83]）

売場面積630m2
長野県からも集客し、駅前商店街全体に好影響を与えた。
- 新恵那店（主婦の店ニューバロー）（恵那市大井町270-1[102]、1968年（昭和43年）4月25日開店[10]）

売場面積430m2
初めてバローの屋号を用いた衣料品専門店だった。
- （2代目）恵那ショッピングプラザ・バロー（恵那市大井町字佐渡180-1[14]、1974年（昭和49年）4月26日開店[14]）

敷地面積約5,756m2、鉄骨造地上2階建て塔屋3階、延べ床面積約8,791m2、店舗面積約8,356m2（直営店舗面積約1,805m2）、駐車台数約500台。
当社がデベロッパーとなり、あかのれん（店舗面積約2,087m2）共に核店舗として出店していた。
駅前商店街の数百メートル南東に出店し、屋上駐車場を併設した店舗で、開業初日には当時の恵那市の人口の約9割の約3万人を集め、駅前商店街がシャッター通りになる要因となった。
休業して建替えて、2010年（平成22年）11月18日に（3代目）恵那店を核店舗とする「バロー恵那ショッピングセンター」を開店した。
- （初代）明智店（恵那郡明智町448[9]、1963年（昭和38年）8月9日開店[9][106]）

売場面積303m2
1976年（昭和51年）9月3日に（2代目）明智店を移転開店した。

#### 東農
- （初代）南土岐店（土岐市妻木町1669-2マイプラザ内[108]、1978年（昭和53年）12月8日開店[109]）

売場面積約1,027m2
2000年（平成12年）12月15日に土岐市妻木町大沼1650-2に（2代目）南土岐店（売場面積2,118m2）が開店した。
- 稲津店（瑞浪市稲津町小里大ノ田1115[111]、1998年（平成10年）9月10日開店[111]）

1998年（平成10年）5月に閉店した（株）ビックハーズの店舗を買収して出店した地域密着型の店舗だった。
- （初代）多治見店（多治見市若松町1-34[112]、1976年（昭和51年）4月30日開店[113]）

1986年（昭和61年）に食品スーパーに加えて専門店を加えてショッピングセンター化し、1993年（平成5年）に2階に総合衣料を増設、2000年（平成12年）3月9日に増床して新装開店した。
- 多治見インター店（多治見市西坂町5-31-1[115]、2002年（平成14年）11月14日開店[115]）

売場面積2,773.8m2（直営売場面積2,487.4m2）
2002年（平成14年）8月末閉店の「ダイエーハイパーマート多治見店」の後継テナントとして出店した。

#### 中濃
- （初代）広見店（可児市可児町広見2024-3[117]、1978年（昭和53年）1月20日開店[118]）

売場面積約1,130m2
スクラップ&ビルドで、1997年（平成9年）4月10日に（2代目）広見店とサカエ屋（衣料）を核店舗とする「バローショッピングビレッジ広見店」が開店した。
- ホームセンタージャックアンドベティ広見店（可児市広見中反田2006[20]、1983年（昭和58年）3月10日開店[20]）

敷地面積約4,332m2、売場面積約1,082m2、駐車台数約150台。
ホームセンター1号店として出店した。
- ターゲットV今渡店 （可児市、1989年（平成元年）4月開店[23]）

売場面積約1,499m2
ディスカウントストアスーパーマーケット業態1号店として出店した。
- 古井店（美濃加茂市森山町4-267-1オガワヤ古井ショッピングセンター[112]、1979年（昭和54年）3月8日開店[109]）

敷地面積約37,950m2、鉄骨造地上2階建て、延べ床面積約10,660m2、店舗面積約6,535m2（当社店舗面積約825m2）、駐車台数約700台。
デベロッパーのオガワヤ（店舗面積約2,300m2）共に核店舗として出店していた。
1997年（平成9年）4月10日にバロー美濃加茂ショッピングセンター（当社店舗面積約10,087m2）が開店した。
- （初代）フジヤホームセンター美濃加茂店（美濃加茂市加茂川町3-9[122]、1979年（昭和54年）8月1日開店[123]）

敷地面積約5,501m2、売場面積約1,254m2、駐車台数約80台。
- （初代）フジヤホームセンター穂積店（本巣郡穂積町馬場1-1[123]、1983年（昭和58年）3月18日開店[123]）

敷地面積約3,999m2、売場面積約1,485m2、駐車台数約80台。
- 関店（関市日吉町20[102][9]、1969年（昭和44年）2月28日開店[9]）

売場面積396m2
- 関稲口店（関市、2011年（平成23年）7月14日開店[62]）

売場面積約690坪
子会社化したファミリースーパーマルキの店舗を改装して開店した。
- 中濃店（美濃市相生町2234[9]、1967年（昭和42年）7月21日開店[9]）

売場面積650m2
- （初代）八幡店（郡上郡八幡町殿町166[102][9]、1969年（昭和44年）5月1日開店[9]）

売場面積770m2

#### 岐阜圏域
- 黒野店（岐阜市折立北浦238サンビー1階[124]、1980年（昭和55年）3月8日開店[125]）

売場面積約653m2
- 岐阜近鉄店（岐阜市柳ケ瀬通1-12、1980年（昭和55年）10月開店[126]）

売場面積約330m2
- 長森店（岐阜市野一色5-8-23[124]、1980年（昭和55年）5月8日開店[125]）

売場面積約891m2
- （初代）芥見店（岐阜市芥見長山3-121-1芥見ショッピングセンター[124]、1977年（昭和52年）10月27日開店[118]）

売場面積約566m2
1996年（平成8年）11月21日に隣接地に「Vタウン芥見店」を開店したことに伴い、閉店となった。
- 茜部店（岐阜市茜部本郷1-79[124]、1977年（昭和52年）11月10日開店[118] - 2011年（平成23年）11月27日閉店[128]）

売場面積約724m2
近隣の岐阜市茜部本郷2-11に2011年（平成23年）12月1日に茜部本郷店が開店することに伴って閉店となった。
- モレラ店（本巣市[129]、2006年（平成18年）4月29日開店[129]）

モレラ岐阜に核テナントとして出店していた。
- 高富北店（山県市、2011年（平成23年）7月21日開店[62]）

売場面積約1,354m2
子会社化したファミリースーパーマルキの店舗を改装して開店した。
- ホームセンタージャックアンドベティ羽島店（岐阜県羽島市小熊町1-122[20]、1983年（昭和58年）12月10日開店[20]）

敷地面積約2,409m2、売場面積約495m2、駐車台数約50台。
2006年（平成18年）11月にホームセンターバロー・メガストア羽島インター店を開店した。
- フジヤホームセンター蘇原店（各務原市蘇原新栄町1-1[131]、1981年（昭和56年）9月19日開店[132]）

敷地面積約7,609m2、売場面積約551m2、駐車台数約150台。
- ターゲット各務原店（各務原市蘚原東島町4-32[103]、1994年（平成6年）12月1日開店[103]）

ディスカウントストアスーパーマーケット業態。

### 愛知県

#### 一宮市
- 佐千原店（一宮市佐千原南切野3-1[133]、1981年（昭和56年）6月26日開店[17]）

売場面積約838m2
愛知県進出1号店として開店した。
- 浅野店（一宮市大字浅野[85]、1982年（昭和57年）12月開店[85]）

売場面積約500m2
- パーソナル・ネイバーフッドストア スマート&デリシャス一宮浜町店（愛知県一宮市[92]、2014年（平成26年）7月17日開店[92]）

小商圏型食品スーパー「パーソナル・ネイバーフッドストア スマート&デリシャス」1号店としてを開店した。

#### 名古屋市
- 港東通店（名古屋市南区[134]、2001年（平成13年）12月13日開店[134]）

- 名古屋みなと店（名古屋市港区[135]、2004年（平成16年）11月11日開店[135]）

エイデンと共同出店していた。
- 一社店（名古屋市名東区[136]、2004年（平成16年）7月27日開店[136]）

#### その他の愛知県
- 上和田店（岡崎市上和田町[137]、2004年（平成16年）9月2日開店[137]）

ホームセンター「カーマ」や家電専門店「ギガス」などと共に、「エルエル・タウン」にテナントとして出店していた。
2024年（令和6年）9月6日に「ロピア岡崎エルエルタウン店」が出店した。
- 尾張旭店（愛知県尾張旭市南栄町旭ヶ丘10-1[139]、1996年（平成8年）12月開店[139]）

敷地面積約13,237m2、鉄骨造2階建て、店舗面積約2,216m2、駐車台数約300台。
- 品野口店（瀬戸市品野町[140]、2009年（平成21年）1月29日開店[140]）

売場面積1,047m2
- 扶桑店（丹羽郡扶桑町大字柏森字中島218-1[141]、1984年（昭和59年）7月開店[139]）

売場面積約396m2

### 三重県
- 星川店（桑名市星川785[142]、2006年（平成18年）10月27日開店[143]）

敷地面積約30,000m2、鉄骨造地上2階建て塔屋3階、延べ床面積約13,543m2、SC店舗面積約6,398m2、駐車台数約1,200台。
星川ショッピングタウンサンシティには「ジャスコ星川店」が出店していたが2006年（平成18年）8月20日閉店となり、当社が出店していた。
2024年（令和6年）2月26日に「ロピア桑名サンシティ店」が出店した。
- 上地店（伊勢市上地町774-6[145]、2012年（平成24年）6月7日開店[145]）

敷地面積約2,595坪、店舗面積約490坪、駐車台数約142台。
- 藤方店（津市、2013年（平成25年）10月3日開店[146]）

店舗面積約500坪、駐車台数約180台。

### 静岡県
- 小土店（焼津市小土270-16[147]、2012年（平成24年）6月7日開店[148] - 2018年（平成30年）9月30日閉店[147]）

敷地面積約10,627.0m2、鉄骨造平屋建、延べ床面積約1,498.25m2、店舗面積約1,014.29m2、駐車台数約148台。
グループ内で継承され、2018年（平成30年）11月9日に食鮮館タイヨー小土店が出店した。
- 中島店（浜松市、2017年（平成29年）3月27日閉店[149]）

2017年（平成29年）4月6日に移転する形で浜松市中区北寺島町492-2に北寺島店を開店した。

### 滋賀県
- 大津東店（大津市、2008年（平成20年）11月22日開店[150]）

店舗面積約440坪
既存のパワーセンター大津内に出店した。

### 長野県
- （初代）秋和店（上田市、2010年（平成22年）7月22日開店[151]）

国道18号に面して出店していた。
2022年（令和4年）11月に（2代目）秋和店を開店して移転・増床した。

### 新潟県
- 上越店（上越市、2008年（平成20年）4月17日開店[97] - 2020年（令和2年）4月12日閉店[97]）

「バロー上越モール」の核店舗として出店した。
- 下門前店（上越市、2012年（平成24年）11月8日開店[152] - 2020年（令和2年）4月5日閉店[153]）

店舗面積約2,800m2
店舗跡にはイオン下門前店が2020年（令和2年）6月11日に出店。
- 上越寺店（上越市、2016年（平成28年）7月開店[97] - 2020年（令和2年）4月5日閉店[153]）

店舗面積約2,900m2
店舗跡にはイオン上越寺店が2020年（令和2年）6月25日に出店。
- ユース春江店（坂井市、1998年（平成10年）12月開店[155] - 2016年（平成28年）10月25日閉店[155]）

2016年（平成28年）11月11日に移設する形で「スーパーマーケットバロー春江店」が開店した。

### 神奈川県
- （初代）ペットフォレスト鷺沼店（川崎市宮前区鷺沼1-6-9[156]、1990年（平成2年）11月開店[22]）

ペット関連専門店のペットフォレスト1号店。

### 東京都
- ペットフォレスト多摩センター店（多摩市落合1-39多摩カリヨン館4階[156]、1993年（平成5年）2月開店[22]）

## ギャラリー
- バローも入居していた岐阜県多治見市のエバショッピングセンター
- 旧バロー恵那店（現在は改築されている）
- バロー新瀬戸店
- バロー岡崎店。岡崎市針崎町、2020年10月オープン。

## プライベートブランド
バローでは1975年（昭和50年）からプライベートブランド（PB）の開発・販売を開始している。
2008年（平成20年）4月に価格訴求型の「Vセレクト」、品質訴求型の「Vクオリティ」、有機認定の「Vオーガニック」という3つにプライベートブランドの見直しを行って販売を開始し、同年6月30日にプライベートブランドの開発・販売強化を目的とする「Vソリューション」を設立した。
2014年（平成26年）6月にはプライベートブランド「Vプレミアム」を発売した。
2020年（令和2年）10月30日には岡崎店での販売を皮切りに新プライベートブランドの「valor select」と「valor plus」の販売を開始して従来のプライベートブランドから切り替えを行った。
2008年（平成20年）9月29日に阪食と共同開発した価格訴求型の新プライベートブランド「ハートフルデイズ」を阪食の全店舗へ導入し、2010年（平成22年）7月29日にプライベートブランド子会社「Vソリューション」がマツモトキヨシとPB商品供給契約で合意するなどグループ外へのPBの拡販を進めた。
- 「valor select」（バローセレクト） - 従来のVセレクトに当たる定番商品のプライベートブランド[72]。
- 「valor plus」（バロープラス） - 高価格帯の「Vプレミアム」と中価格帯の「Vクオリティ」に当たる上質なプライベートブランド[72]。

### かつて存在したプライベートブランド
- 「V select」（V セレクト） - 定番商品の[72]価格訴求型プライベートブランドで[56]、現在の「valor select」に相当[72]。
- 「V Quality」（V クオリティ） - 中価格帯の[72]品質訴求型プライベートブランドで[56]、現在の「valor plus」に相当[72]。
- 「V Premium」（V プレミアム） - 高価格帯のプライベートブランドで、現在の「valor plus」に相当[72]。
- 「V organic」（V オーガニック） - 有機認定商品のプライベートブランド[56]。

## 不祥事
2011年7月、福島第二原子力発電所から飛散した放射性物質セシウムにより汚染された疑いのある牛肉が販売されていたことが発覚した。バローでは、魚津店で該当個体の牛肉約20kgの取扱があったことが2011年7月18日に判明。同年7月22日にニュースリリースで、愛知県、岐阜県、滋賀県内の計9店舗でも該当個体の牛肉が販売されていたことが発表された。

#### 広報資料・プレスリリースなど一次資料
1. 1 2 3  『第58期 有価証券報告書』 バローホールディングス、2023年6月26日。pp20
2. ↑  『第66期 有価証券報告書』 バローホールディングス、2023年6月30日。pp9
3. 1 2 3 4 5 6 7 8 9 10 11 12 13 14 15  『第66期 有価証券報告書』 バローホールディングス、2023年6月30日。pp4
4. 1 2  『第49期 有価証券報告書』 バロー、2006年6月30日。pp4
5. 1 2 3 4  『第50期 有価証券報告書』 バロー、2007年6月29日。pp10
6. 1 2 3  『第58期 有価証券報告書』 バローホールディングス、2015年6月26日。pp11
7. 1 2 3 4 5 6 7 8 9 10 11 12 13 14 15 16 17  『第66期 有価証券報告書』 バローホールディングス、2023年6月30日。pp5
8. 1 2 3  『第56期 有価証券報告書』 バローホールディングス、2013年6月28日。pp12
9. 1 2  『第58期 有価証券報告書』 バローホールディングス、2015年6月26日。pp14
10. 1 2 3  『第59期 有価証券報告書』 バローホールディングス、2016年6月30日。pp6
11. 1 2  『第61期 有価証券報告書』 バローホールディングス、2018年6月29日。pp19
12. ↑  『第50期 有価証券報告書』 バロー、2007年6月29日。pp9
13. ↑  『イオン株式会社 2007年2月期 決算補足資料（82期）』イオン（株） (2007年4月6日)
14. ↑  『第66期 有価証券報告書』 バローホールディングス、2023年6月30日。pp11
15. ↑  “放射性セシウム汚染の疑いがある牛肉の販売に関するお知らせ(2)”.   株式会社バロー (2011年7月22日). 2020年5月31日閲覧。[リンク切れ]